# Villa Gesell partido
Villa Gesell egy partido Argentína középpontjától keletre, Buenos Aires tartományban. Székhelye Villa Gesell.

## Népesség
A partido népessége a közelmúltban a következőképpen változott:
| Év   | Lakosság |
| ---- | -------- |
| 2001 | 23 380   |
| 2010 | 31 730   |